# Crnopod
Crnopod je naseljeno mjesto u gradu Ljubuškom, Federacija BiH, BiH.

## Stanovništvo

### 1991.
Nacionalni sastav stanovništva 1991. godine, bio je sljedeći:
ukupno: 222
- Hrvati - 218
- ostali, neopredijeljeni i nepoznato - 4

### 2013.
Nacionalni sastav stanovništva 2013. godine, bio je sljedeći:
ukupno: 180
- Hrvati - 179
- Srbi - 1

## Poznate osobe
- Pavao Knezović, hrvatski filolog i latinist.